# Matthew Lawrence

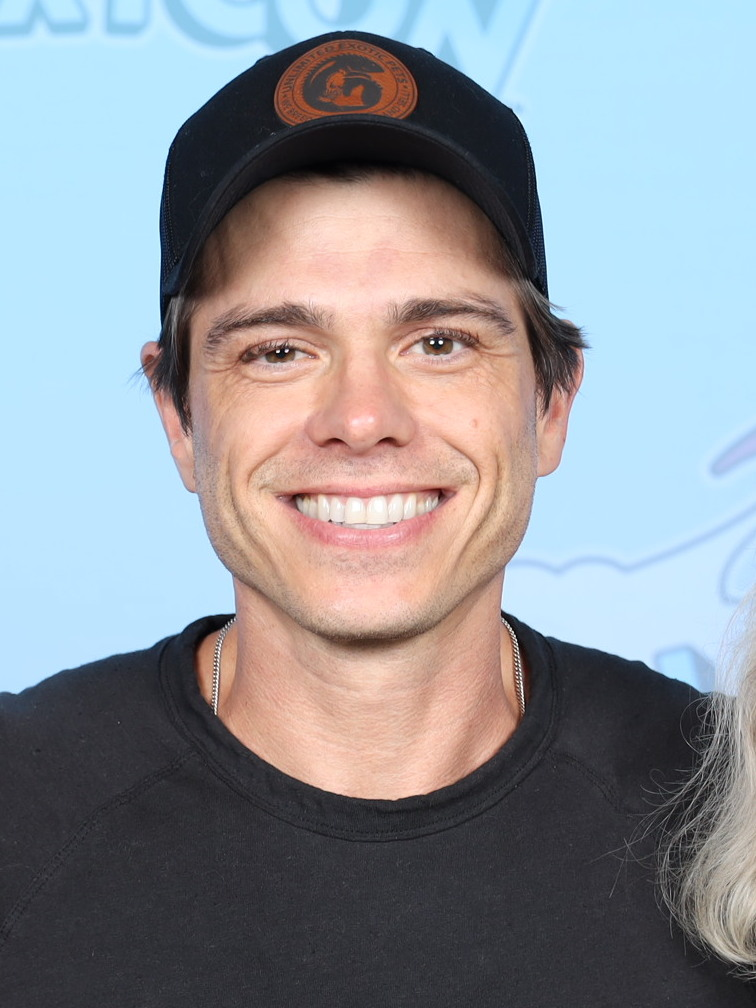
Matthew Lawrence (2023)

Matthew William Lawrence (* 11. Februar 1980 in Abington Township, Pennsylvania) ist ein US-amerikanischer Filmschauspieler.

## Leben
Im Gegensatz zu seinem älteren Bruder Joey wurde Matthew mit dem Nachnamen Lawrence geboren, nachdem seine Eltern Donna (geborene Mignogna) und Joe Lawrence vor seiner Geburt geheiratet hatten. Neben Joseph hat Lawrence auch noch einen jüngeren Bruder, Andrew. Lawrence besuchte die USC und studierte dort Biologie. Seine Leidenschaft für Natur zeigt sich auch in der Wahl seiner Haustiere. So besitzt er neben zwei Hunden auch noch einige Chamäleons. Heute lebt er mit seiner Familie in einem Vorort von Los Angeles. Von Dezember 2004 bis März 2006 war er mit der um zwei Jahre jüngeren Filmschauspielerin Heidi Mueller verlobt.
Seine Schauspielkarriere begann 1984 im Alter von vier Jahren in der Seifenoper Der Denver-Clan. Seither wirkte er in diversen Film- und Fernsehproduktion mit, oft gemeinsam mit seinen Brüdern. Meist mimen sie auch dort Brüder. Einer der wenigen bekannten Spielfilme, in denen Lawrence allein zu sehen ist, ist die 1993 produzierte Komödie Mrs. Doubtfire – Das stachelige Kindermädchen.

## Filmografie (Auswahl)
Fernsehen
- 1991–1994: Blossom (3 Folgen)
- 1991–1992: Vier unter einem Dach (Walter & Emily, 13 Folgen)
- 1994–1995: Super Human Samurai Syber–Squad (52 Folgen)
- 1995–1997: Wilde Brüder mit Charme! (Brotherly Love, 40 Folgen)
- 1997–2000: Das Leben und Ich (Boy Meets World, 68 Folgen)
- 2003: CSI: Miami (1 Folge)
- 2004: Boston Public (1 Folge)
- 2011–2014: Melissa & Joey (4 Folgen)
- 2015: Workaholics (1 Folge)
- 2015: Das Leben und Riley (Girl Meets World, 1 Folge)
- 2019: Hawaii Five-0 (1 Folge)
- 2024: Navy CIS (NCIS, 1 Folge)
- 2025: The Masked Singer (Teilnehmer Staffel 13, 6. Platz)

Spielfilme
- 1987: Ein Ticket für zwei (Planes, Trains & Automobiles)
- 1988: Pulse
- 1990: Geschichten aus der Schattenwelt (Tales from the Darkside: The Movie)
- 1990: Joshuas Herz (Joshua's Heart)
- 1991: Danielle Steels Väter (Danielle Steel's Daddy)
- 1992: Blutspur in die Vergangenheit (With a Vengeance)
- 1993: Mrs. Doubtfire – Das stachelige Kindermädchen (Mrs. Doubtfire)
- 1997: Ein Engel spielt falsch (Angels in the Endzone)
- 1998: Strike – Mädchen an die Macht! (All I Wanna Do)
- 1999: Griffelkin – Ein Teufel auf Abwegen (H-E Double Hockey Sticks)
- 2001: Schiffbrüchig (Jumping Ship)
- 2002: Hot Chick – Verrückte Hühner (The Hot Chick)
- 2002: Cheats – Die Highschool-Trickser (Cheats)
- 2006: Monster Night
- 2007: The Comebacks
- 2008: Trucker
- 2011: Fort McCoy
- 2014: Of Silence
- 2019: Psycho Granny

## Auszeichnungen
Lawrence wurde bisher sechsmal für den Young Artist Award nominiert, und einmal für den YoungStar Award. Er ging jedoch jedes Mal leer aus.